# Gwizdów (Jagiełła)
Gwizdów – część wsi Jagiełła w Polsce położona w województwie podkarpackim, w powiecie przeworskim, w gminie Tryńcza, w sołectwie Jagiełła.
W latach 1975–1998 miejscowość położona była w województwie przemyskim.
Gwizdów jest położony pod lasem, przy drodze z Gorzyc do Gniewczyny Łańcuckiej i obejmuje 11 domów.